# Ještědsko-kozákovský hřbet
Ještědsko-kozákovský hřbet (lidově též Podještědí) je geomorfologický celek na jihozápadě střední části Krkonošské oblasti. Leží v okresech Liberec, Jablonec nad Nisou a Semily v Libereckém kraji a malou částí v okrese Jičín v Královéhradeckém kraji. Nejvyšším bodem je Ještěd (1012 m n. m.), jediná tisícovka pohoří.

## Poloha
Úzký hřbet se táhne téměř 60 kilometrů od severozápadu k jihovýchodu, zhruba mezi obcemi Rynoltice a Železnice. Při severovýchodní hranici leží města Liberec, Železný Brod, Semily, Rychnov u Jablonce nad Nisou  a Lomnice nad Popelkou, při jihozápadní hranici jsou to města Hodkovice nad Mohelkou a Rovensko pod Troskami. Uvnitř území nejsou žádná větší města, částečně sem zasahují města Chrastava a Světlá pod Ještědem, zcela uvnitř leží významnější obce Malá Skála, Koberovy, Tatobity, Veselá a Bradlecká Lhota.

## Charakter území
Je to výrazný hrásťový a antiklinální hřbet s povrchem převážně ploché hornatiny o středním sklonu cca 10°, budovaný horninami slabě přeměněného staropaleozoického krystalinika ještědského a železnobrodského, permskými sedimenty a vulkanity a svrchnokřídovými sedimentárními horninami, tektonicky vysunutými na jihozápadní svah. Úzký hřbet směru SZ–JV, dlouhý 58 km, byl vyzdvižen diferencovanými saxonskými pohyby při lužické poruše, probíhající na jihovýchodním svahu (na JV při sv. úpatí) a při zlomech a flexurách při úpatí. Na hřbetu jsou rozsáhlé dílčí strukturně tektonické elevace se skalními tvary modelovanými kryogenními procesy v pleistocénu (např. kryoplanační terasy, izolované kvarcitové skály, kamenná moře, balvanové haldy a proudy), místy tvary zvětrávání a odnosu pískovec, vzácné jeskyně v krystalických vápencích. Hřbet přetínají v průlomových údolích Mohelka, Jizera a Cidlina, při severním okraji teče Lužická Nisa.

## Geomorfologické členění
Celek Ještědsko-kozákovský hřbet (dle značení Jaromíra Demka IVA–3) se člení na podcelky Ještědský hřbet (IVA–3A) na severozápadě a Kozákovský hřbet (IVA–3B) na jihovýchodě. Hřbet sousedí na severozápadě s Lužickými horami, na severu s Žitavskou pánví, na severovýchodě s Jizerskými horami a Krkonošským podhůřím, na jihu s Jičínskou a na jihozápadě s Ralskou pahorkatinou. První čtyři jmenované celky patří také do Krkonošské oblasti Sudet, poslední dvě jmenované pahorkatiny patří do České tabule.
| Geomorfologické členění Ještědsko-kozákovského hřbetu                                | Geomorfologické členění Ještědsko-kozákovského hřbetu | Geomorfologické členění Ještědsko-kozákovského hřbetu                                                         |
| ------------------------------------------------------------------------------------ | ----------------------------------------------------- | --- |
| ČESKÁ VYSOČINA • Krkonošsko-jesenická subprovincie • Krkonošská oblast               |                                                       | |
| JEŠTĚDSKÝ HŘBET                                                                      | Kryštofovy hřbety                                     | Vápenný hřbet (Vápenný, 790 m)Rozsošský hřbet (Černá hora, 811 m)                                             |
| JEŠTĚDSKÝ HŘBET                                                                      | Hlubocký hřbet                                        | Pasecký hřbet (Ještěd, 1012 m)Rašovský hřbet (850 m)                                                          |
| JEŠTĚDSKÝ HŘBET                                                                      | Kopaninský hřbet                                      | Javornický hřbet (Javorník, 685 m)Prosečsko-frýdštejnské hřbety (Kamenný, 616 m)                              |
| KOZÁKOVSKÝ HŘBET                                                                     | Komárovský hřbet                                      | Koberovský hřbet (Hamštejnský vrch, 610 m)Žlábecký hřbet (Kozákov, 745 m)Holenická pahorkatina (Kámen, 440 m) |
| KOZÁKOVSKÝ HŘBET                                                                     | Táborský hřbet                                        | Rváčovský hřbet (Ředice, 649 m)Ploužnický hřbet (Tábor, 678 m)                                                |
| PROVINCIE • Subprovincie • Oblast / Celek / PODCELEK • Okrsek • Podokrsek • (vrchol) |                                                       | |

## Nejvyšší vrcholy
V seznamu jsou uvedeny vrcholy nad 650 metrů.
| - Ještěd (1012 m), Ještědský hřbet - Černý vrch (949 m), Ještědský hřbet - Hlubocký hřeben (851 m), Ještědský hřbet - Černá hora (811 m), Ještědský hřbet - Vápenný (790 m), Ještědský hřbet - Rozsocha (767 m), Ještědský hřbet - Malý Ještěd (754 m), Ještědský hřbet - Dlouhá hora (748 m), Ještědský hřbet | - Kozákov (745 m), Kozákovský hřbet - Zdislavský Špičák (688 m), Ještědský hřbet - Malý Vápenný (687 m), Ještědský hřbet - Javorník (685 m), Ještědský hřbet - Lom (683 m), Ještědský hřbet - Tábor (678 m), Kozákovský hřbet - Ředice (664 m), Kozákovský hřbet - Kopanina (657 m), Ještědský hřbet |

Podrobný seznam hor a kopců podle nadmořské výšky a prominence obsahuje Seznam vrcholů v Ještědsko-kozákovském hřbetu.

## Fotogalerie

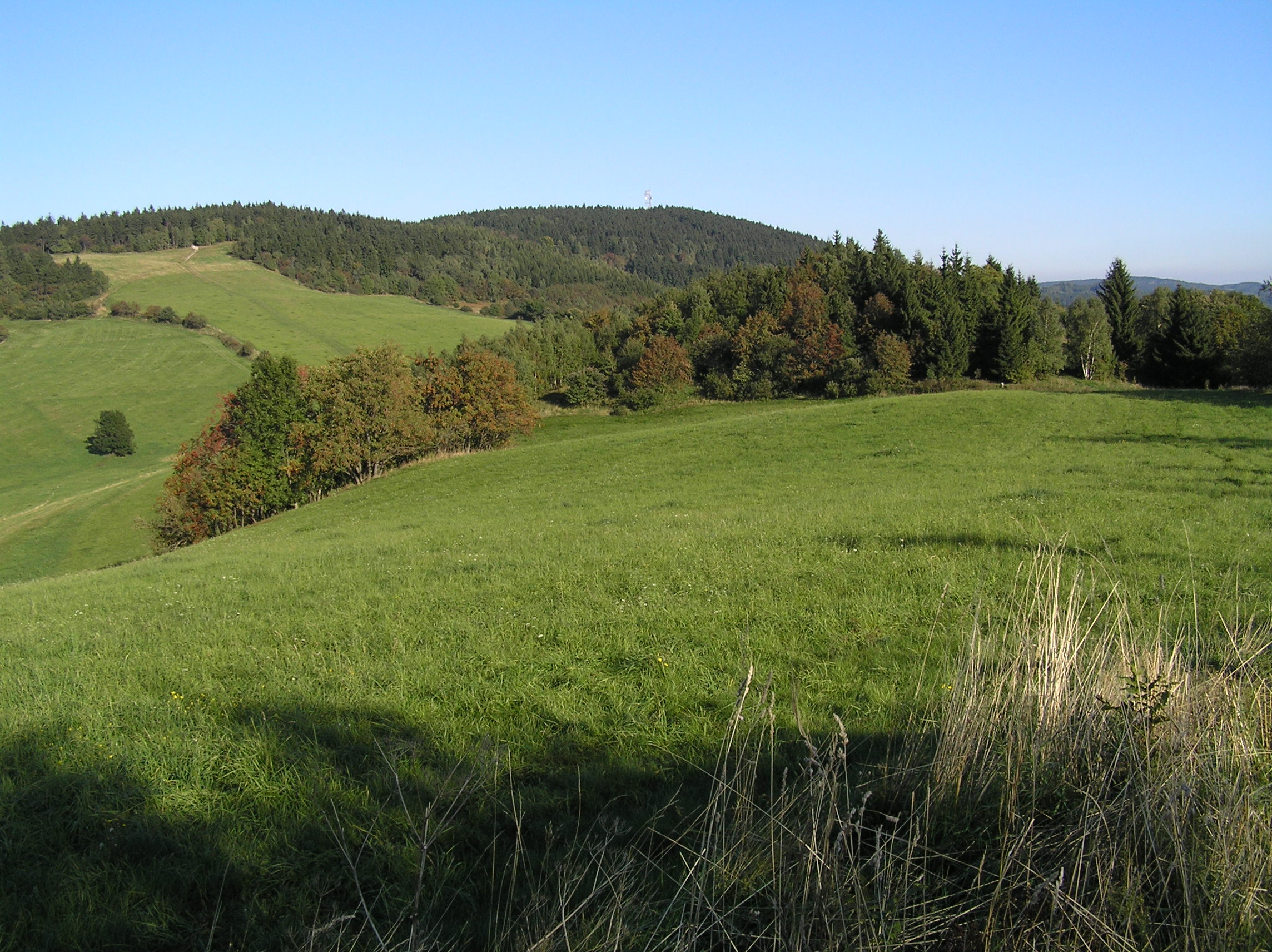
Rašovské sedlo
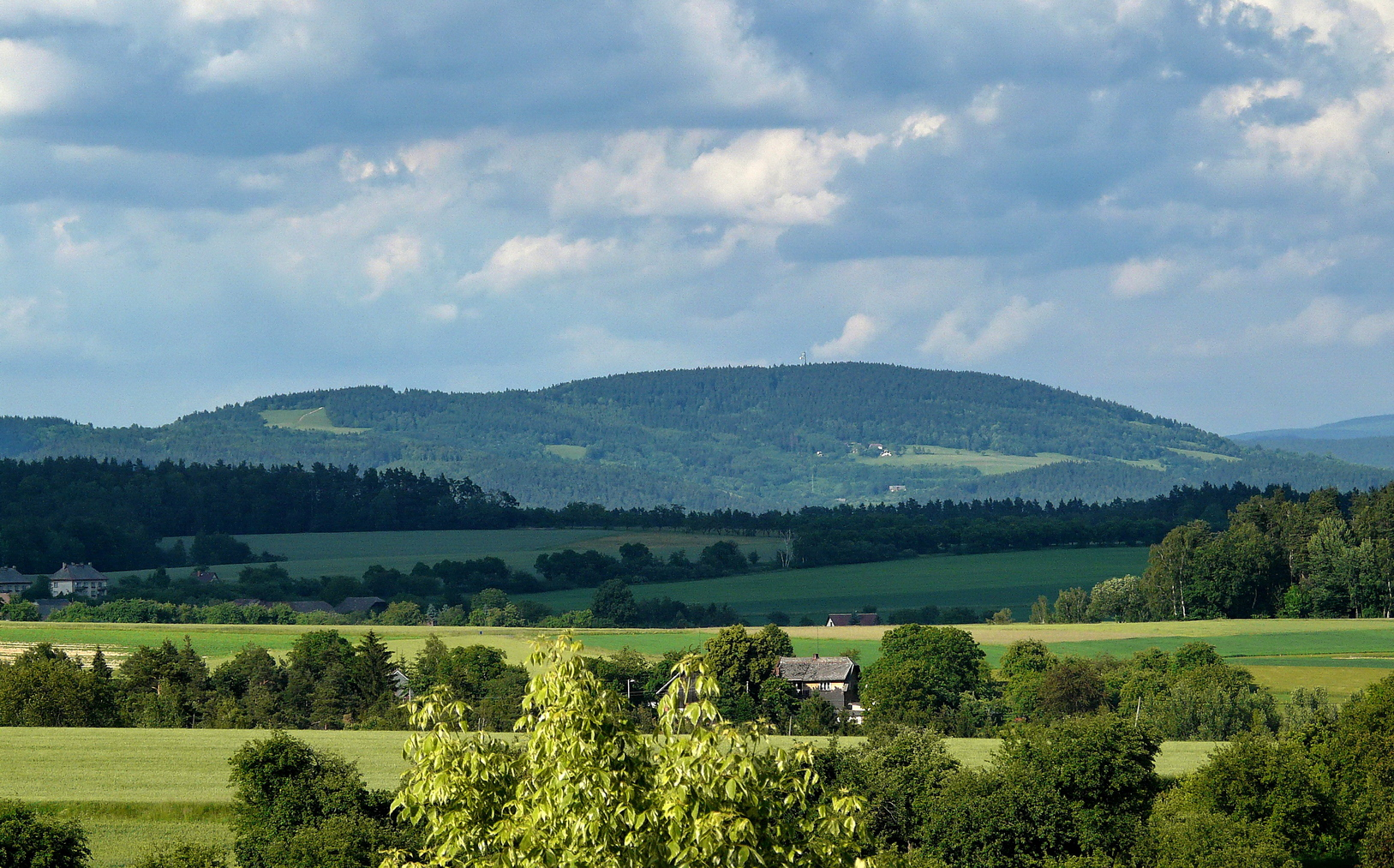
Javorník od jihozápadu z Hlavice
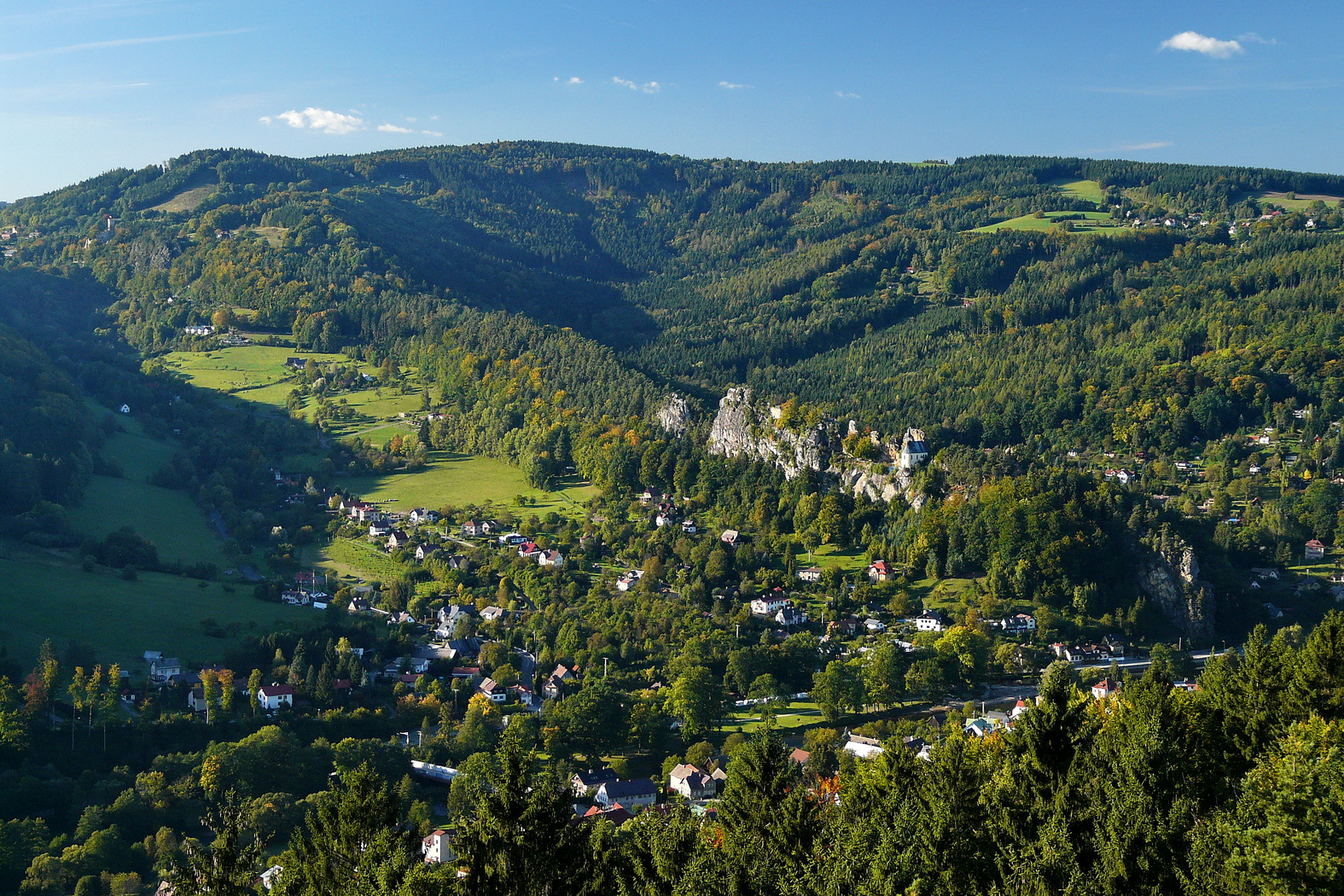
Vranovský hřeben, Kopanina a Vranové ze svahu Sokola
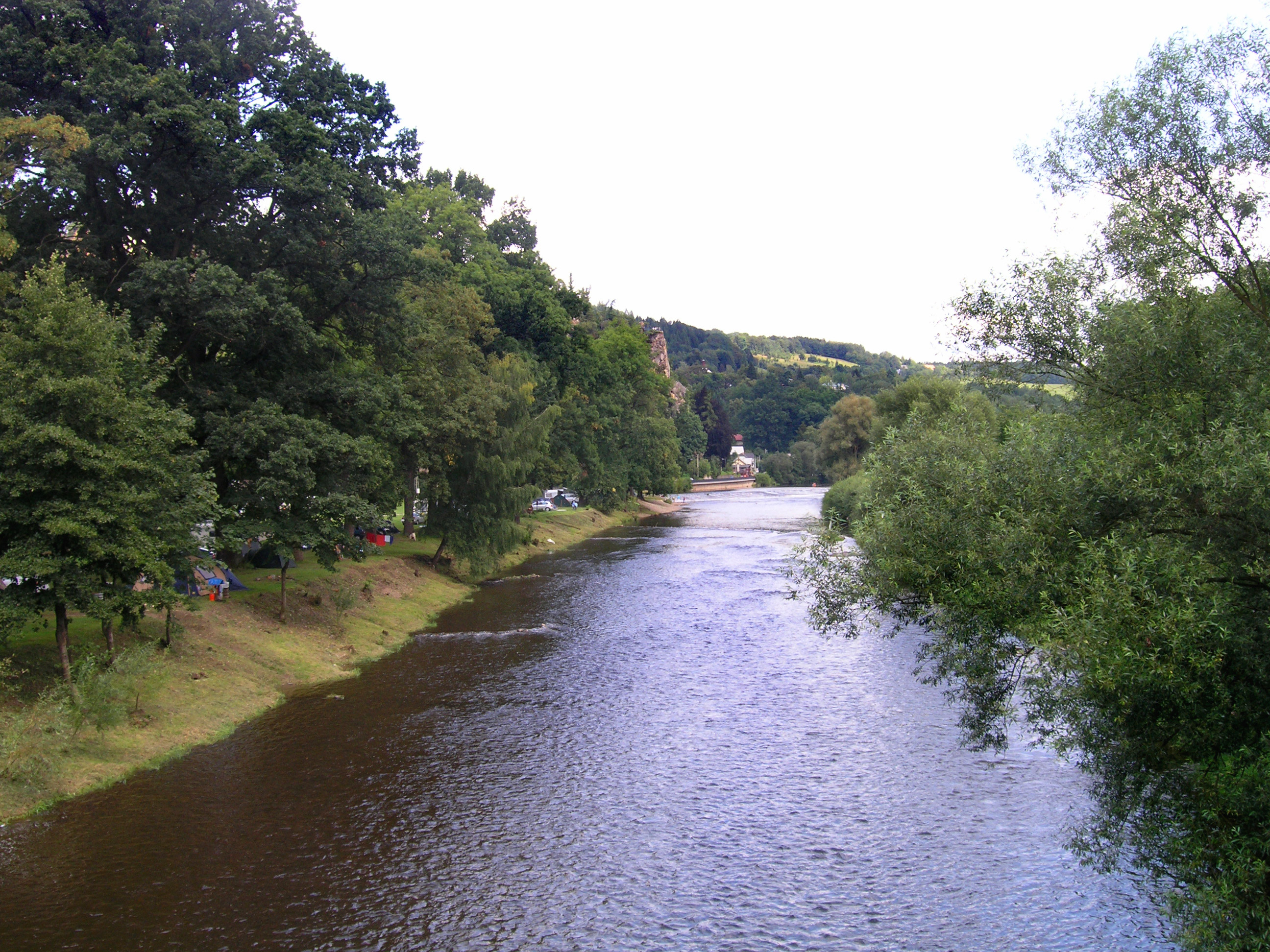
Jizera v Malé Skále
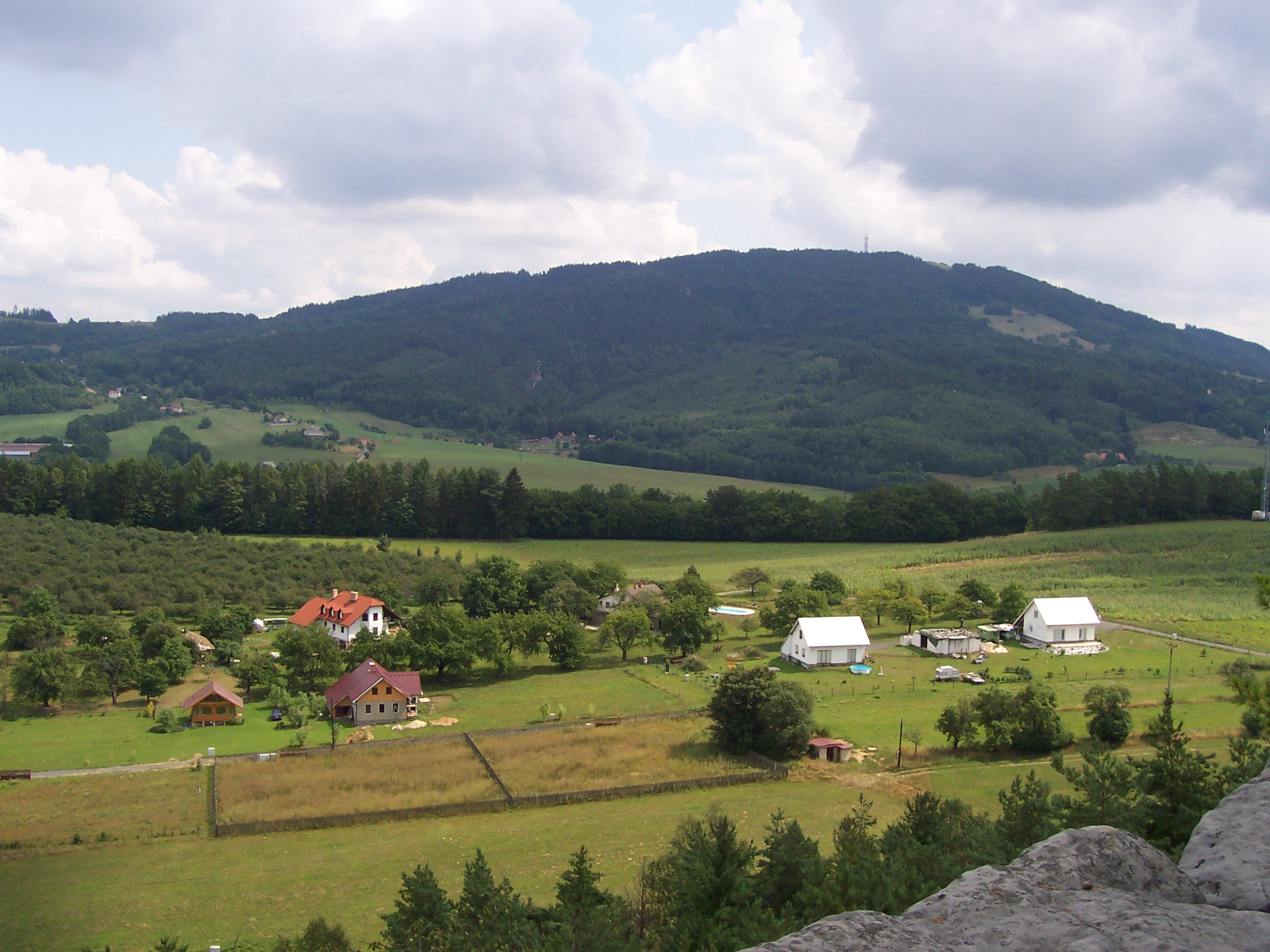
Kozákov z Klokočských skal
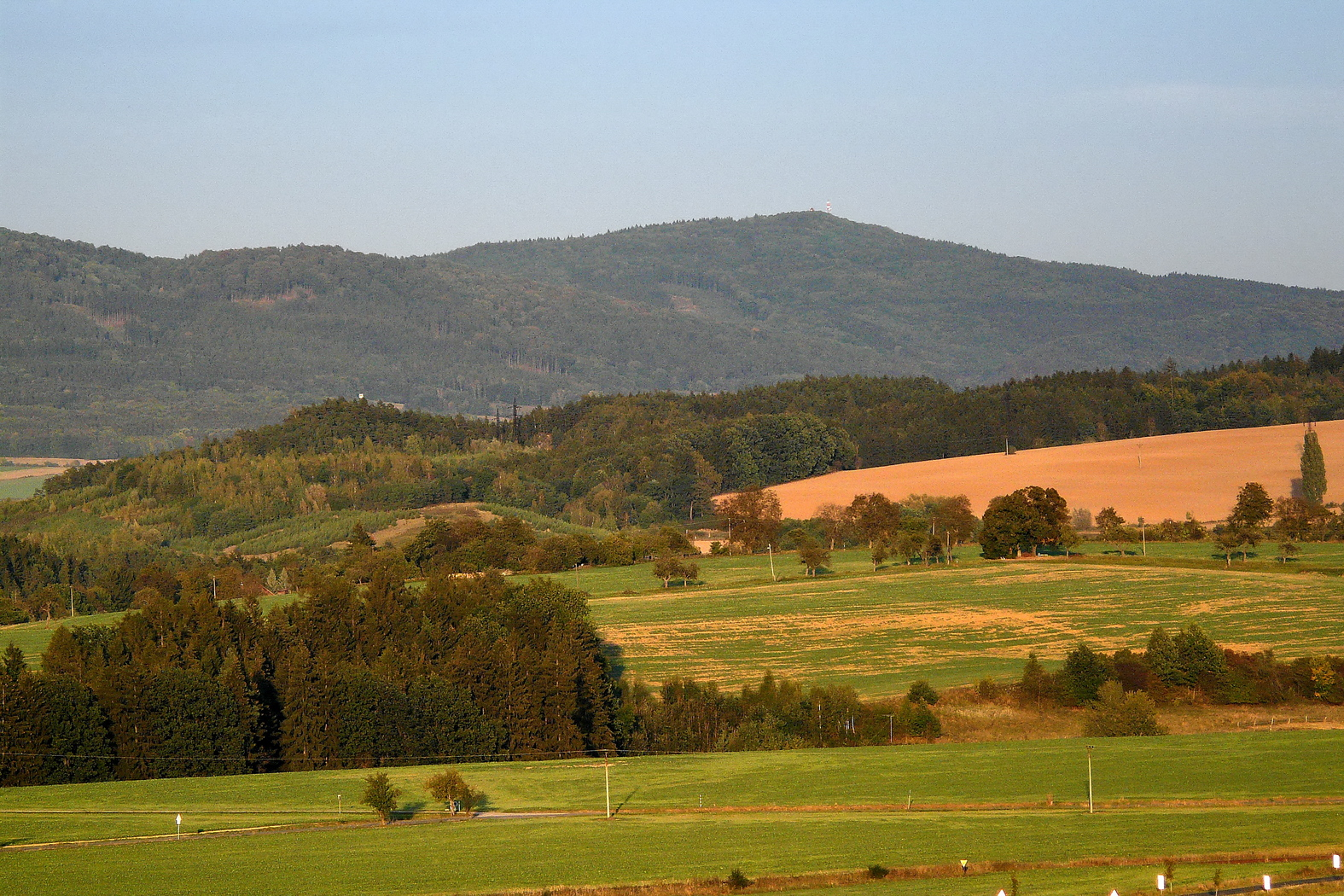
Tábor od Stéblovic
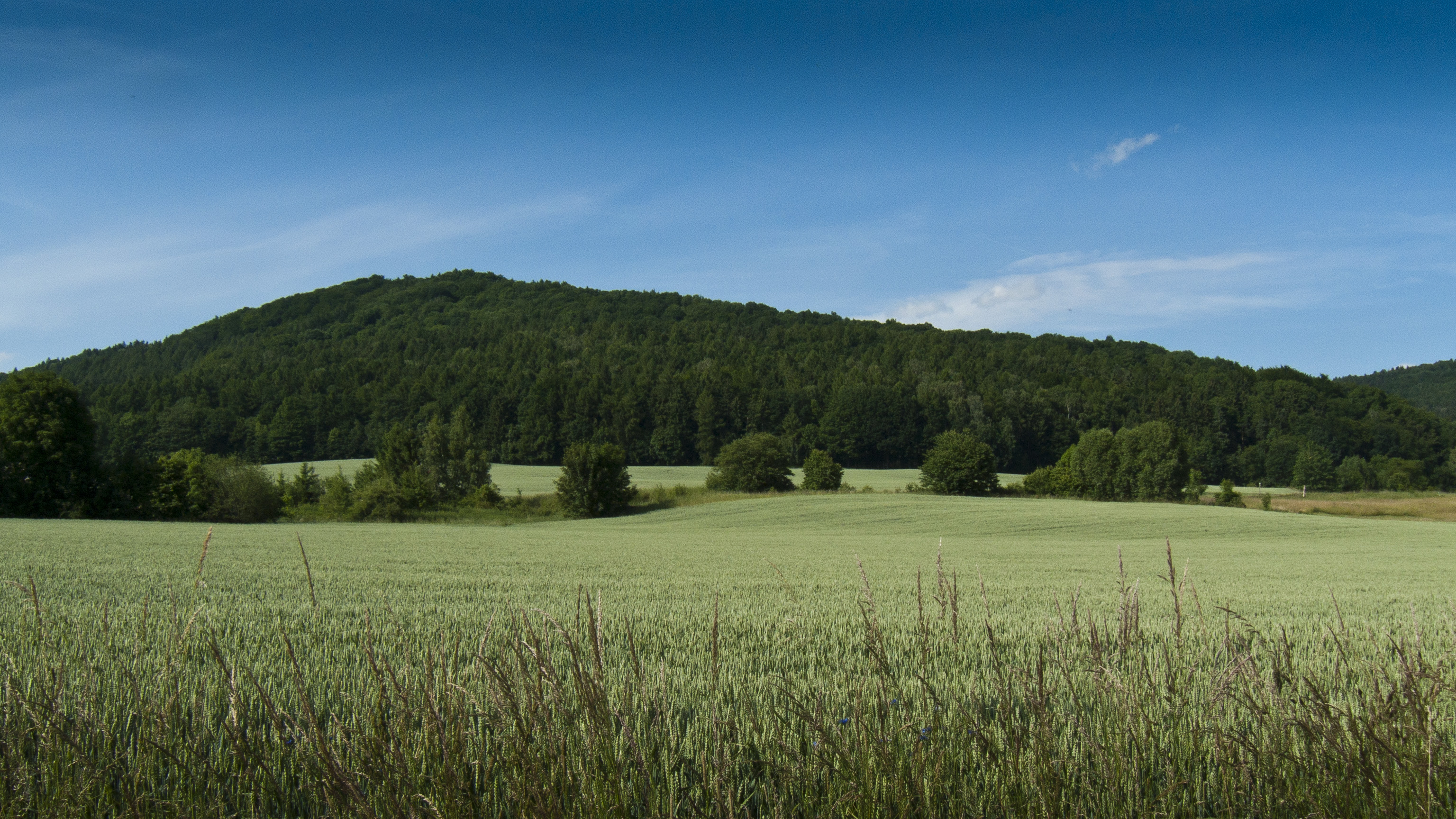
Kozlov